# Eschweilera amplexifolia
Eschweilera amplexifolia là một loài thực vật linhin thuộc họ Lecythidaceae.
Loài này chỉ có ở Panama.
Chúng hiện đang bị đe dọa vì mất môi trường sống.